# Gymnothorax megaspilus
Gymnothorax megaspilus és una espècie de peix de la família dels murènids i de l'ordre dels anguil·liformes.

## Morfologia
Els mascles poden assolir els 59,5 cm de longitud total.

## Distribució geogràfica
Es troba a Oman i Somàlia.